# Umweltgutachter
Umweltgutachter sind natürliche oder juristische Personen, denen durch das Umweltauditgesetz (UAG) das Recht zuerkannt ist, Organisationen (Industrie-, Dienstleistungsunternehmen oder sonstige Einrichtungen) die Erfüllung der Anforderungen nach dem europäischen Öko-Audit-System (EMAS) zu bestätigen. Dabei wird überprüft, ob alle Vorschriften der EG-Öko-Audit-Verordnung und die Daten und Informationen der Umwelterklärung eingehalten worden sind. Mit der validierten Umwelterklärung kann das Unternehmen am Umwelt-Audit-System der Europäischen Union teilnehmen. Ausgewählt und bezahlt wird der Umweltgutachter vom Auftraggeber selbst. Allerdings muss der Gutachter die fachlichen und persönlichen Voraussetzungen erfüllen und akkreditiert sein. Für eine solche Befugnis durchlaufen Umweltgutachter/-organisationen spezielle Zulassungsverfahren.

## Aufgaben

### Aufgaben eines Umweltgutachters gemäß Verordnung (EG) Nr. 1221/2009 (EMAS)
Eine Hauptaufgabe von Umweltgutachtern liegt in der Validierung von Unternehmen oder Organisationen gemäß EMAS-Verordnung. Dabei prüft der Umweltgutachter unter anderem die Angemessenheit der ersten Umweltprüfung, das Umweltmanagementsystem und die Umweltbetriebsprüfungsverfahren des Unternehmens. Im Mittelpunkt der Prüfung steht jedoch die Untersuchung der Umwelterklärung auf Zuverlässigkeit, Glaubwürdigkeit und Richtigkeit der Daten. Diese muss dabei folgende Mindesteinhalte aufzeigen:
- Klare, unmissverständliche Beschreibung der Organisation
- Beschreibung und Bewertung aller bedeutenden direkten und indirekten Umweltaspekte
- Beschreibung der Umweltziele und daraus abgeleiteter Maßnahmen
- Nachvollziehbare Zusammenfassung der Daten über die Umweltleistung. Angaben zu den sechs Kernindikatoren: Energieeffizienz, Materialeffizienz, Emissionen, Wasser, Abfall und biologische Vielfalt.

Voraussetzung für eine Validierung mit dem EMAS Siegel ist außerdem die Einhaltung der geltenden Umweltvorschriften sowie die stetige Verbesserung der Umweltleistung durch das Unternehmen. Der Umweltgutachter hält die Ergebnisse der Begutachtung schriftlich fest. Dabei muss der Bericht Informationen darüber enthalten, ob die Vorschriften der EMAS-Verordnung eingehalten sind, welche Nachweise eingesehen wurden, wie Umweltziele und kontinuierliche Verbesserung der Umweltleistung bewertet wurden, ob Mängel aufgetreten sind und inwieweit sie abgestellt werden konnten und ob das Unternehmen die geltenden Umweltvorschriften einhält. Eventuell werden außerdem weitere Empfehlungen und Änderungsvorschläge geäußert.
Sind durch das Unternehmen alle Anforderungen der EMAS-Verordnung erfüllt und liegen keine Hinweise auf Verstöße gegen Umweltvorschriften vor, so bestätigt der Gutachter diese formal, indem er die „Erklärung zu den Begutachtungs- und Validierungstätigkeiten“ unterzeichnet. 

### Weitere Aufgaben
Neben Validierungen nach EMAS führen Umweltgutachter andere Gutachter- und Sachverständigentätigkeiten aus. Dazu zählen unterschiedliche Überprüfungen und Zertifizierungen zu Anforderungen des Staates nach den Vorgaben und Anforderungen der entsprechenden Gesetze:
- Anlagenüberwachungen nach dem Bundesimmissionsschutzgesetz (BImSchG)
- Sachverständigentätigkeit bei Umweltverträglichkeitsprüfungen
- Sachverständigentätigkeit den Genehmigungsanträgen nach BImSchG
- Überprüfungen nach dem Verpackungsgesetz (VerpackG)
- Zertifizierungen nach dem Altfahrzeuggesetz (AltfahrzeugG)
- Zertifizierungen nach der Entsorgungsfachbetriebeverordnung (EfbV)
- Zertifizierungen nach dem Erneuerbare Energien Gesetz (EEG)
- Zertifizierungen nach dem Treibhausgas Emissionshandelsgesetz (TEHG)
- Zertifizierungen nach der Biomassestrom-Nachhaltigkeitsverordnung (BioSt-NachV)

## Die Zulassung von Umweltgutachtern in Deutschland

### Allgemeines
Die Zulassung von Umweltgutachtern wird vom Europäischen Umweltmanagement- und Umweltbetriebsprüfungssystem (EMAS) durchgeführt. Die EMAS ist ein freiwilliges umweltpolitisches Instrument für Unternehmen und Organisationen, mit dem Ziel, Umweltauswirkungen kontinuierlich zu verringern. Organisationen, die den EMAS-Prozess anwenden, werden in einem öffentlichen Register geführt. Hierdurch soll der Umweltschutz kontinuierlich verbessert und  gleichzeitig zu einer dauerhaften und umweltgerechten Entwicklung beigetragen werden.
Die EMAS überwacht die Zulassung  und die Anforderungen an den Umweltgutachter.
Zulassungsverfahren
- Überprüfung der Zuverlässigkeit
- Überprüfung der Unabhängigkeit
- Überprüfung der Fachkunde (persönliche Prüfung der Personen)

Periodische Aufsicht
- Überprüfung der Zulassungsvoraussetzungen
- Überprüfung der Qualität der durchgeführten Begutachtungen
- Überprüfung der Dokumente über Begutachtungen einschließlich der Umwelterklärung
- Witnessaudits (Überprüfung bei der praktischen Arbeit vor Ort)
- Aufsichtliche Maßnahmen bei Fehlern/Qualitätsmängeln

Anlassbezogene Aufsicht
Überprüfung bei besonderen Vorkommnissen bzw. bekannt gewordenen Mängeln in aktuellen Begutachtungen, z. B. Begutachtung ohne ausreichenden Zulassungsbereich, Validierung trotz Hinweisen auf Nichteinhaltung von Rechtsvorschriften oder Validierung ohne ausreichende Unparteilichkeit.
Der Ablauf des Zulassungsverfahrens für Umweltgutachter und Umweltgutachterorganisationen in Deutschland wird in der nebenstehenden Grafik veranschaulicht.

### Die Zulassungsvoraussetzungen im Einzelnen
Zuverlässigkeit
Zuverlässigkeit besitzt ein Umweltgutachter nach § 5 UAG, wenn er auf Grund seiner persönlichen Eigenschaften, seines Verhaltens und seiner Fähigkeiten zur ordnungsgemäßen Erfüllung der ihm obliegenden Aufgaben geeignet ist. Sie ist in der Regel nicht gegeben, wenn er wegen Verletzung bestimmter Vorschriften mit einer Strafe belegt ist, wenn er sich nicht in geordneten wirtschaftlichen Verhältnissen befindet oder aus gesundheitlichen Gründen nicht in der Lage ist, den Beruf als Umweltgutachter auszuüben. Der Umweltgutachter muss außerdem die gemäß Artikel 23 Abs. 4 der Verordnung (EG) Nr. 1221/2009 erforderliche Unabhängigkeit aufweisen.
Unabhängigkeit
Unabhängigkeit (§ 6 UAG) heißt z. B. dass der Umweltgutachter nicht gleichzeitig Inhaber der Organisation sein darf, die er begutachtet, Mehrheitsanteile daran hat, bei ihr angestellt oder sonst wie verflochten ist. Er muss seine Tätigkeit objektiv und weisungsfrei ausüben können.
Fachkunde
Die benötigte Fachkunde besitzt ein Umweltgutachter, wenn er auf Grund seiner Ausbildung, beruflichen Bildung und praktischen Erfahrung zur ordnungsgemäßen Erfüllung der ihm obliegenden Aufgaben geeignet ist. Die Fachkunde erfordert unter anderem den Abschluss eines einschlägigen Studiums, ausreichende Fachkenntnisse sowie eine mindestens dreijährige eigenverantwortliche hauptberufliche Tätigkeit. Die Fachkenntnisse müssen in einer mündlichen Prüfung nachgewiesen werden.

## Systematik der Auflistung zugelassener Umweltgutachter
Umweltgutachter werden für eine oder mehrere Branchen zugelassen. Zur Beschreibung der Zulassungsbereiche wird der sogenannte NACE-Code (französisch: Nomenclature statistique des activités économiques dans la Communauté européenne) verwendet, der der statistischen Systematisierung aller Wirtschaftszweige in der Europäischen Gemeinschaft dient. Jede wirtschaftliche Tätigkeit ist im NACE-Code durch eine bis zu fünfstellige Zahlenfolge beschrieben. Das Nummernsystem nach NACE-Code ist dabei hierarchisch aufgebaut, d. h. die ersten beiden Ziffern des Codes geben die übergeordnete Branche, die nächsten beiden Ziffern den in dieser Branche beheimateten Geschäftszweig, die letzten beiden Stellen einen spezifischen Fachbereich an. So steht z. B. die Nummer 15 für Ernährungsgewerbe, die Nummer 15.96 für Brauereien.
Die ursprünglich in der europäischen Statistik angewandte Wirtschaftszweigklassifikation NACE stammt in ihren Grundstrukturen aus den 80er-Jahren und wurde vom Europäischen Rat bereits mehrfach überarbeitet und angepasst. Seit April 2008 erfolgt die Zulassung – ausgehend von der Revision der Wirtschaftszweigsystematik durch die Verordnung (EG) Nr. 1893/2006 des Europäischen Parlaments und des Rates vom 20. Dezember 2006 – nach der neuen Klassifikation WZ 2008 (2. NACE-Revision). Eine Umschlüsselung der Umweltgutachter ist seit dem 21. November 2008 erfolgt.
Eine Auflistung aller in Deutschland zugelassenen Umweltgutachter ist auf der Homepage der DAU – Deutsche Akkreditierungs- und Zulassungsgesellschaft für Umweltgutachter mbH unter der Rubrik „Umweltgutachter“, „Datenbank“ zu finden. Die Adressen verschiedener Umweltgutachter werden hier über die Eingabe verschiedener Suchkriterien wie Name bzw. Zulassungsnummer, Ort oder Zulassungsbereich nach der alten Codierung WZ 93 und der neuen WZ 2008 angezeigt. Eine entsprechende Auflistung der NACE-Codes für die verschiedenen Wirtschaftszweige befindet sich ebenfalls auf der Homepage der DAU unter „Publikationen“.